# Höjd säkerhet "e"
Höjd säkerhet "e", eller "Ex e", är en av många utförandeformer av elektrisk utrustning för explosiv gasatmosfär. Gällande standard är SS-EN 60079-7 i kombination med standarden för allmänna fordringar SS-EN 60079-0. På engelska kallas utförandet "Equipment protection by increased safety, e" och på tyska "Geräteschutz durch erhöhte Sicherheit e". Standarden överensstämmer med världstandarden IEC 60079-7 förutom vissa europeiska undantag (framförallt vad gäller märkning).  
Eftersom utförandeformen inte orsakar gnistor och inte ska innesluta någon explosion har riskområdets explosionsgrupp ingen betydelse. Tidigare märktes utrustning med höjd säkerhet avseende explosionsgrupp med II utan underindelning i IIA, IIB och IIC. Numera märks utrustning av höjd säkerhet som får ett nytt certifikat/tillverkardeklaration istället med IIC.

## Användning
Den explosionsskyddande utförandeformen Ex e är vanlig för utrustningar som kopplingslådor (med hölje, kopplingsplintar och förskruvningar) och för kortslutna asynkronmotorer i riskområde zon 1 och 2 samt för elektronikutrustningar i zon 2.
Utförandeformen finns som "Ex eb" med utrustningskategori 2G (EPL Gb) för zon 1 och, sedan standardutgåvan 2016, även som "Ex ec" med utrustningskategori 3G (EPL Gc) för zon 2. "Ex ec" ersätter successivt det föregående zon 2-utförandet Ex nA (som hanteras i standarden SS-EN 60079-15). 
Utrustningskategori "Ex eb" tillämpas på utrustningar och Ex-komponenter inklusive deras anslutningar, ledare, lindningar, ljuskällor och batterier. Utrustningskategori "Ex ec" tillämpas även på halvledare och elektrolytkondensatorer eftersom "Ex ec" endast utvärderas vid normal funktion och vanliga fel, då inga höga temperaturer eller gnistor väntas uppkomma.